# Prince/Auszeichnungen für Musikverkäufe

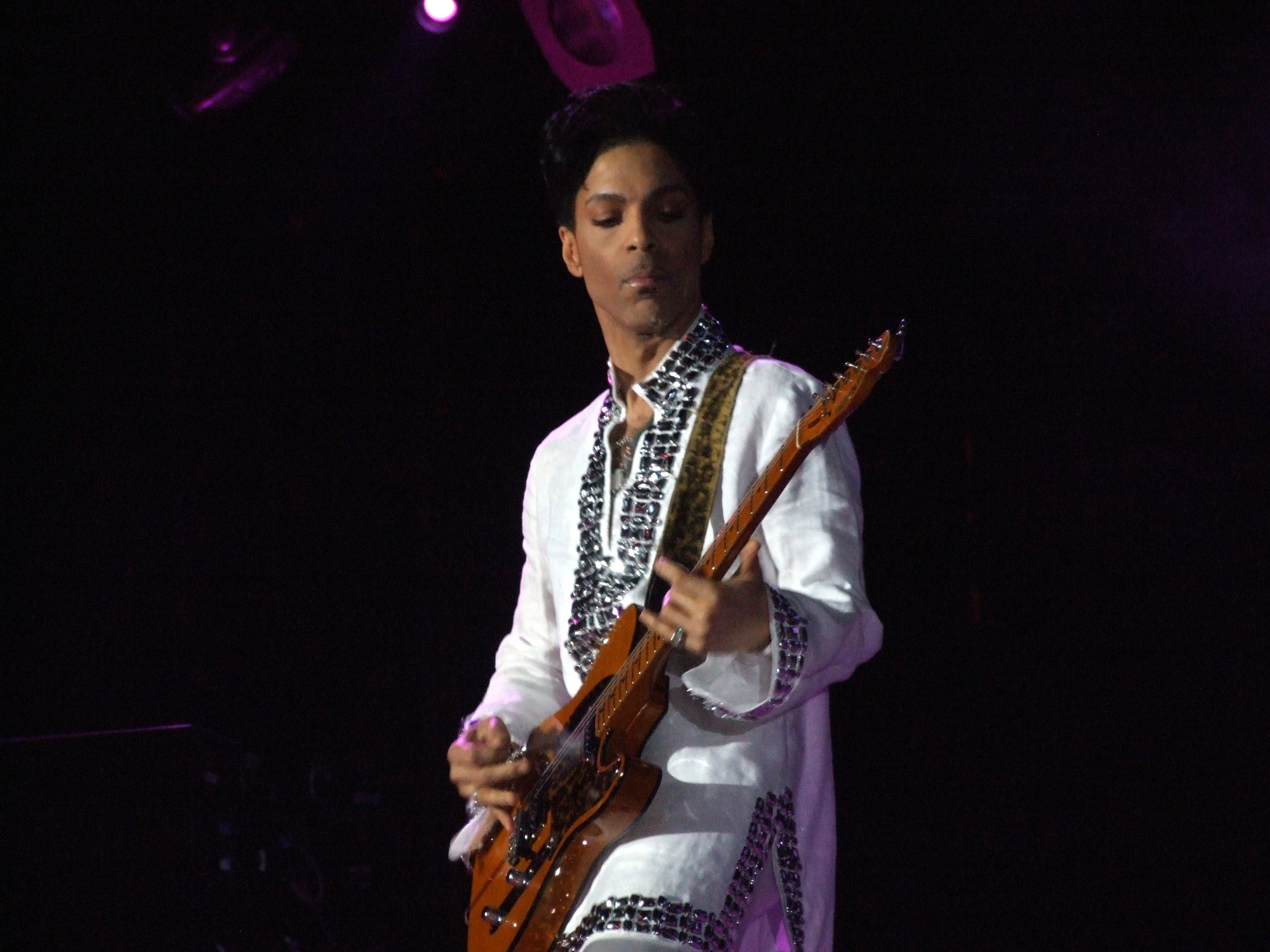
Prince (2008)

Dies ist eine Übersicht über die Auszeichnungen für Musikverkäufe des US-amerikanischen Musikers Prince. Den Quellenangaben zufolge konnte er bisher mehr als 100 Millionen Tonträger verkaufen, damit gehört er zu den erfolgreichsten Musikern aller Zeiten. Die Auszeichnungen finden sich nach ihrer Art (Gold, Platin usw.), nach Staaten getrennt in chronologischer Reihenfolge, geordnet sowie nach den Tonträgern selbst in alphabetischer Reihenfolge, getrennt nach Medium (Alben, Singles usw.), wieder.

## Auszeichnungen
| - Vereinigtes Königreich - 1986: für die Autorenbeteiligung Manic Monday (The Bangles) - 1989: für die Single Batdance - 1994: für die Single The Most Beautiful Girl in the World - 2004: für das Album Prince - 2013: für das Album 3121 - 2022: für die Single Little Red Corvette - 2023: für die Single I Wanna Be Your Lover - 2023: für die Single Let’s Go Crazy - Australien - 1989: für die Single Batdance - 1991: für die Autorenbeteiligung Pray (MC Hammer) - 1995: für das Album The Hits 1 - 1996: für das Album The Hits 2 - 1997: für die Autorenbeteiligung When Doves Cry (Quindon Tarve) - 1999: für das Album Sign “☮” the Times - Dänemark - 2018: für das Album Parade - 2021: für die Single Kiss - 2022: für das Album Purple Rain - 2022: für das Album The Gold Experience - Deutschland - 1989: für das Album Lovesexy - 1990: für die Autorenbeteiligung Nothing Compares 2 U (Sinéad O’Connor) - 1990: für das Album Batman - 1993: für das Album Parade - 1996: für das Album Sign “☮” the Times - 2016: für das Album The Very Best of Prince - Frankreich - 1990: für das Album Graffiti Bridge - 1992: für das Album Love Symbol - 1993: für das Album The Hits 2 - 2003: für das Videoalbum Live at the Aladdin Las Vegas - Hongkong - 1990: für das Album Batman - Italien - 2018: für die Single Kiss - 2021: für die Autorenbeteiligung Nothing Compares 2 U (Sinéad O’Connor) - Japan - 1989: für das Album Batman - 1994: für das Album Love Symbol - 1997: für das Album Emancipation - Kanada - 1983: für das Album 1999 - 1986: für die Autorenbeteiligung Manic Monday (The Bangles) - 1990: für das Album Graffiti Bridge - 2002: für das Album The Very Best of Prince - 2004: für das Album Musicology - Neuseeland - 1980: für die Single I Wanna Be Your Lover - 1983: für das Album 1999 - 1985: für das Album Around the World in a Day - 1989: für das Album Batman - 1989: für die Single Batdance - 2021: für die Single Little Red Corvette - 2021: für die Autorenbeteiligung Purple Rain (Stan Walker) - Niederlande - 1988: für das Album Lovesexy - 1989: für das Album Batman - 2004: für das Album Musicology - Österreich - 1987: für das Album Purple Rain - 1994: für das Album Parade - 1994: für das Album Lovesexy - 1994: für das Album Love Symbol - Schweden - 1988: für das Album Lovesexy - 1990: für die Autorenbeteiligung Nothing Compares 2 U (Sinéad O’Connor) - 1992: für das Album Diamonds and Pearls - Schweiz - 1987: für das Album Parade - 1987: für das Album Sign “☮” the Times - 1989: für das Album Batman - 1990: für das Album Graffiti Bridge - 1992: für das Album Love Symbol - 1998: für das Album Lovesexy - 2005: für das Album Musicology - 2006: für das Album 3121 - 2007: für das Album Planet Earth - Spanien - 1992: für das Album Love Symbol - 1993: für das Album The Hits 1 - 1994: für das Album Come - 2001: für das Album Parade - 2024: für die Single Purple Rain - 2025: für die Single Kiss - Vereinigte Staaten - 1980: für die Single I Wanna Be Your Lover - 1984: für das Album Dirty Mind - 1984: für die Single Let’s Go Crazy - 1984: für die Single Purple Rain - 1986: für die Single Kiss - 1988: für das Album Lovesexy - 1989: für die Single Partyman - 1990: für das Album Graffiti Bridge - 1990: für die Single Thieves in the Temple - 1990: für die Autorenbeteiligung Jerk Out (The Time) - 1990: für die Autorenbeteiligung Pray (MC Hammer) - 1991: für die Autorenbeteiligung Round and Round (Tevin Campbell) - 1991: für die Single Gett Off - 1991: für das Videoalbum Gett Off - 1992: für die Single Cream - 1993: für die Videosingle Sexy M.F. - 1993: für die Single 7 - 1993: für das Videoalbum The Hits Collection - 1994: für die Single The Most Beautiful Girl in the World - 1994: für das Album Come - 1995: für das Album The Gold Experience - 1995: für die Autorenbeteiligung He’s Mine (MoKenStef) - 1999: für das Album Rave Un2 the Joy Fantastic - 2006: für das Album 3121 - 2025: für die Autorenbeteiligung Do Me, Baby (Meli’sa Morgan) - Vereinigtes Königreich - 1984: für die Autorenbeteiligung I Feel for You (Chaka Khan) - 1985: für das Album Around the World in a Day - 1990: für das Album Graffiti Bridge - 1994: für das Album Come - 1995: für das Album The Gold Experience - 2004: für das Album Musicology - 2007: für das Videoalbum Rave Un2 the Year 2000 - 2013: für das Album Emancipation - 2013: für das Videoalbum In Concert – Rave Un2 the Year 2000 - 2013: für das Album The Hits/The B-Sides - 2014: für das Album Controversy - 2017: für das Album 4Ever - 2022: für die Single 1999 - 2025: für das Videoalbum Prince – Sign O’ the Times | - Frankreich - 1995: für das Album Come - 2001: für das Album Sign “☮” the Times - 2001: für das Album Lovesexy - Australien - 1988: für das Album Lovesexy - 1991: für die Autorenbeteiligung Love … Thy Will Be Done (Martika) - 1992: für die Single Cream - 1993: für das Album Love Symbol - 1994: für die Single The Most Beautiful Girl in the World - 2003: für die Autorenbeteiligung ’03 Bonnie & Clyde (Jay-Z feat. Beyoncé) - Belgien - 2010: für das Album The Very Best of Prince - Dänemark - 2016: für das Album Ultimate - 2023: für die Single Purple Rain - 2025: für die Autorenbeteiligung Nothing Compares 2 U (Sinéad O’Connor) - Deutschland - 2016: für das Album Diamonds and Pearls - Europa - 1992: für das Album Diamonds and Pearls - 1993: für das Album Love Symbol - Frankreich - 1993: für das Album Purple Rain - 2001: für das Album Parade - Italien - 2024: für die Single Purple Rain - Japan - 1987: für das Album Parade - Kanada - 1991: für das Album Diamonds and Pearls - 1995: für das Album Batman - 1996: für das Album Emancipation - Neuseeland - 1987: für das Album Sign “☮” the Times - 1988: für das Album Lovesexy - 1992: für das Album Diamonds and Pearls - 1993: für das Album The Hits 1 - 1993: für das Album The Hits 2 - 1994: für die Single The Most Beautiful Girl in the World - 2016: für das Album The Very Best of Prince - 2016: für das Album Ultimate - 2021: für die Single When Doves Cry - 2023: für die Autorenbeteiligung ’03 Bonnie & Clyde (Jay-Z feat. Beyoncé) - 2024: für die Single 1999 - 2024: für die Autorenbeteiligung Manic Monday (The Bangles) - Niederlande - 1988: für das Album Sign “☮” the Times - 1992: für das Album Parade - 1992: für das Album Diamonds and Pearls - 2005: für das Album The Very Best of Prince - 2006: für das Album Purple Rain - Österreich - 1990: für die Autorenbeteiligung Nothing Compares 2 U (Sinéad O’Connor) - 1992: für das Album Diamonds and Pearls - Schweiz - 1989: für das Album Purple Rain - 1991: für das Album Diamonds and Pearls - Spanien - 1988: für das Album Lovesexy - 1989: für das Album Batman - 1990: für das Album Graffiti Bridge - 1992: für das Album Diamonds and Pearls - 1995: für das Album The Hits 2 - 2003: für das Album Purple Rain - 2024: für die Autorenbeteiligung Nothing Compares 2 U (Sinéad O’Connor) - Vereinigte Staaten - 1980: für das Album Prince - 1984: für die Single When Doves Cry - 1985: für das Album Controversy - 1985: für das Videoalbum Prince and the Revolution: Live - 1986: für das Album Parade - 1987: für das Album Sign “☮” the Times - 1989: für das Videoalbum Prince – Sign O’ the Times - 1989: für die Single Batdance - 1990: für die Autorenbeteiligung Nothing Compares 2 U (Sinéad O’Connor) - 1992: für das Album Love Symbol - 1993: für das Album The Hits/The B-Sides - 1995: für das Album The Hits 1 - 1995: für das Album The Hits 2 - 2005: für das Album The Very Best of Prince - 2023: für die Autorenbeteiligung ’03 Bonnie & Clyde (Jay-Z feat. Beyoncé) - 2024: für die Autorenbeteiligung I Feel for You (Chaka Khan) - Vereinigtes Königreich - 1989: für das Album Lovesexy - 1989: für das Album Batman - 1990: für das Album Sign “☮” the Times - 1990: für die Autorenbeteiligung Nothing Compares 2 U (Sinéad O’Connor) - 1992: für das Album Parade - 1993: für das Album Love Symbol - 1995: für das Album The Hits 1 - 1995: für das Album The Hits 2 - 2008: für das Album 1999 - 2014: für das Album Ultimate - 2022: für die Single Kiss - 2023: für die Single When Doves Cry - 2024: für die Single Raspberry Beret - 2025: für die Autorenbeteiligung ’03 Bonnie & Clyde (Jay-Z feat. Beyoncé) | - Deutschland - 2016: für das Album Purple Rain - Australien - 1990: für die Autorenbeteiligung Nothing Compares 2 U (Sinéad O’Connor) - 2008: für das Album The Very Best of Prince - 2016: für das Album The Hits/The B-Sides - Frankreich - 1993: für das Album Diamonds and Pearls - 2001: für das Album Batman - Neuseeland - 2021: für das Album The Hits/The B-Sides - 2024: für die Single Kiss - 2025: für die Single Raspberry Beret - 2025: für die Autorenbeteiligung Nothing Compares 2 U (Sinéad O’Connor) - Vereinigte Staaten - 1985: für das Album Around the World in a Day - 1989: für das Album Batman - 1992: für das Album Diamonds and Pearls - 1997: für das Album Emancipation - 2005: für das Album Musicology - Vereinigtes Königreich - 1990: für das Album Purple Rain - 2023: für die Single Purple Rain - Australien - 1996: für das Album Purple Rain - Neuseeland - 2023: für die Single Purple Rain - Vereinigtes Königreich - 2004: für das Album Diamonds and Pearls - 2023: für das Album The Very Best of Prince - Australien - 1996: für das Album Diamonds and Pearls - Vereinigte Staaten - 1999: für das Album 1999 - Neuseeland - 1992: für das Album Purple Rain - Kanada - 1984: für das Album Purple Rain - Vereinigte Staaten - 1996: für das Album Purple Rain - Europa (Impala) - 2010: für die Single The Most Beautiful Girl in the World |

## Auszeichnungen nach Alben

### Prince
| Land/Region                  | Auszeichnungen für Musikverkäufe (Land/Region, Auszeichnung, Verkäufe) | Verkäufe  |
| ---------------------------- | ---------------------------------------------------------------------- | --------- |
| Vereinigte Staaten (RIAA)    | Platin                                                                 | 1.000.000 |
| Vereinigtes Königreich (BPI) | Silber                                                                 | 60.000    |
| Insgesamt                    | 1× Silber · 1× Platin ·                                                | 1.060.000 |

### Dirty Mind
| Land/Region               | Auszeichnungen für Musikverkäufe (Land/Region, Auszeichnung, Verkäufe) | Verkäufe |
| ------------------------- | ---------------------------------------------------------------------- | -------- |
| Vereinigte Staaten (RIAA) | Gold                                                                   | 500.000  |
| Insgesamt                 | 1× Gold ·                                                              | 500.000  |

### Controversy
| Land/Region                  | Auszeichnungen für Musikverkäufe (Land/Region, Auszeichnung, Verkäufe) | Verkäufe  |
| ---------------------------- | ---------------------------------------------------------------------- | --------- |
| Vereinigte Staaten (RIAA)    | Platin                                                                 | 1.000.000 |
| Vereinigtes Königreich (BPI) | Gold                                                                   | 100.000   |
| Insgesamt                    | 1× Gold · 1× Platin ·                                                  | 1.100.000 |

### 1999/1999 Super Deluxe
| Land/Region                  | Auszeichnungen für Musikverkäufe (Land/Region, Auszeichnung, Verkäufe) | Verkäufe  |
| ---------------------------- | ---------------------------------------------------------------------- | --------- |
| Kanada (MC)                  | Gold                                                                   | 50.000    |
| Neuseeland (RMNZ)            | Gold                                                                   | 10.000    |
| Vereinigte Staaten (RIAA)    | 4× Platin                                                              | 4.000.000 |
| Vereinigtes Königreich (BPI) | Platin                                                                 | 300.000   |
| Insgesamt                    | 2× Gold · 5× Platin ·                                                  | 4.360.000 |

### Purple Rain/Purple Rain Deluxe
| Land/Region                  | Auszeichnungen für Musikverkäufe (Land/Region, Auszeichnung, Verkäufe) | Verkäufe   |
| ---------------------------- | ---------------------------------------------------------------------- | ---------- |
| Australien (ARIA)            | 3× Platin                                                              | 210.000    |
| Dänemark (IFPI)              | Gold                                                                   | 10.000     |
| Deutschland (BVMI)           | 3× Gold                                                                | 750.000    |
| Frankreich (SNEP)            | Platin                                                                 | 300.000    |
| Kanada (MC)                  | 6× Platin                                                              | 600.000    |
| Neuseeland (RMNZ)            | 5× Platin                                                              | 75.000     |
| Niederlande (NVPI)           | Platin                                                                 | 70.000     |
| Österreich (IFPI)            | Gold                                                                   | 25.000     |
| Schweiz (IFPI)               | Platin                                                                 | 50.000     |
| Spanien (Promusicae)         | Platin                                                                 | 100.000    |
| Vereinigte Staaten (RIAA)    | 13× Platin                                                             | 13.000.000 |
| Vereinigtes Königreich (BPI) | 2× Platin                                                              | 600.000    |
| Insgesamt                    | 3× Gold · 24× Platin · 1× Diamant ·                                    | 15.790.000 |

### Around the World in a Day
| Land/Region                  | Auszeichnungen für Musikverkäufe (Land/Region, Auszeichnung, Verkäufe) | Verkäufe  |
| ---------------------------- | ---------------------------------------------------------------------- | --------- |
| Neuseeland (RMNZ)            | Gold                                                                   | 10.000    |
| Vereinigte Staaten (RIAA)    | 2× Platin                                                              | 2.000.000 |
| Vereinigtes Königreich (BPI) | Gold                                                                   | 100.000   |
| Insgesamt                    | 2× Gold · 2× Platin ·                                                  | 2.110.000 |

### Parade
| Land/Region                  | Auszeichnungen für Musikverkäufe (Land/Region, Auszeichnung, Verkäufe) | Verkäufe  |
| ---------------------------- | ---------------------------------------------------------------------- | --------- |
| Dänemark (IFPI)              | Gold                                                                   | 10.000    |
| Deutschland (BVMI)           | Gold                                                                   | 250.000   |
| Frankreich (SNEP)            | Platin                                                                 | 300.000   |
| Japan (RIAJ)                 | Platin                                                                 | 200.000   |
| Niederlande (NVPI)           | Platin                                                                 | 100.000   |
| Österreich (IFPI)            | Gold                                                                   | 25.000    |
| Schweiz (IFPI)               | Gold                                                                   | 25.000    |
| Spanien (Promusicae)         | Gold                                                                   | 50.000    |
| Vereinigte Staaten (RIAA)    | Platin                                                                 | 1.000.000 |
| Vereinigtes Königreich (BPI) | Platin                                                                 | 300.000   |
| Insgesamt                    | 5× Gold · 5× Platin ·                                                  | 2.260.000 |

### Sign “☮” the Times/Sign o’ the Times Super Deluxe
| Land/Region                  | Auszeichnungen für Musikverkäufe (Land/Region, Auszeichnung, Verkäufe) | Verkäufe  |
| ---------------------------- | ---------------------------------------------------------------------- | --------- |
| Australien (ARIA)            | Gold                                                                   | 35.000    |
| Deutschland (BVMI)           | Gold                                                                   | 250.000   |
| Frankreich (SNEP)            | 2× Gold                                                                | 200.000   |
| Neuseeland (RMNZ)            | Platin                                                                 | 20.000    |
| Niederlande (NVPI)           | Platin                                                                 | 100.000   |
| Schweiz (IFPI)               | Gold                                                                   | 25.000    |
| Vereinigte Staaten (RIAA)    | Platin                                                                 | 1.000.000 |
| Vereinigtes Königreich (BPI) | Platin                                                                 | 300.000   |
| Insgesamt                    | 5× Gold · 4× Platin ·                                                  | 1.930.000 |

### Lovesexy
| Land/Region                  | Auszeichnungen für Musikverkäufe (Land/Region, Auszeichnung, Verkäufe) | Verkäufe  |
| ---------------------------- | ---------------------------------------------------------------------- | --------- |
| Australien (ARIA)            | Platin                                                                 | 70.000    |
| Deutschland (BVMI)           | Gold                                                                   | 250.000   |
| Frankreich (SNEP)            | 2× Gold                                                                | 200.000   |
| Neuseeland (RMNZ)            | Platin                                                                 | 20.000    |
| Niederlande (NVPI)           | Gold                                                                   | 50.000    |
| Österreich (IFPI)            | Gold                                                                   | 25.000    |
| Schweden (IFPI)              | Gold                                                                   | 50.000    |
| Schweiz (IFPI)               | Gold                                                                   | 25.000    |
| Spanien (Promusicae)         | Platin                                                                 | 100.000   |
| Vereinigte Staaten (RIAA)    | Gold                                                                   | 500.000   |
| Vereinigtes Königreich (BPI) | Platin                                                                 | 300.000   |
| Insgesamt                    | 8× Gold · 4× Platin ·                                                  | 1.590.000 |

### Batman
| Land/Region                  | Auszeichnungen für Musikverkäufe (Land/Region, Auszeichnung, Verkäufe) | Verkäufe  |
| ---------------------------- | ---------------------------------------------------------------------- | --------- |
| Deutschland (BVMI)           | Gold                                                                   | 250.000   |
| Frankreich (SNEP)            | 2× Platin                                                              | 600.000   |
| Hongkong (IFPI/HKRIA)        | Gold                                                                   | 10.000    |
| Japan (RIAJ)                 | Gold                                                                   | 100.000   |
| Kanada (MC)                  | Platin                                                                 | 100.000   |
| Neuseeland (RMNZ)            | Gold                                                                   | 10.000    |
| Niederlande (NVPI)           | Gold                                                                   | 50.000    |
| Schweiz (IFPI)               | Gold                                                                   | 25.000    |
| Spanien (Promusicae)         | Platin                                                                 | 100.000   |
| Vereinigte Staaten (RIAA)    | 2× Platin                                                              | 2.000.000 |
| Vereinigtes Königreich (BPI) | Platin                                                                 | 300.000   |
| Insgesamt                    | 6× Gold · 7× Platin ·                                                  | 3.545.000 |

### Graffiti Bridge
| Land/Region                  | Auszeichnungen für Musikverkäufe (Land/Region, Auszeichnung, Verkäufe) | Verkäufe |
| ---------------------------- | ---------------------------------------------------------------------- | -------- |
| Frankreich (SNEP)            | Gold                                                                   | 100.000  |
| Kanada (MC)                  | Gold                                                                   | 50.000   |
| Schweiz (IFPI)               | Gold                                                                   | 25.000   |
| Spanien (Promusicae)         | Platin                                                                 | 100.000  |
| Vereinigte Staaten (RIAA)    | Gold                                                                   | 500.000  |
| Vereinigtes Königreich (BPI) | Gold                                                                   | 100.000  |
| Insgesamt                    | 5× Gold · 1× Platin ·                                                  | 875.000  |

### Diamonds and Pearls/Diamonds and Pearls Deluxe
| Land/Region                  | Auszeichnungen für Musikverkäufe (Land/Region, Auszeichnung, Verkäufe) | Verkäufe    |
| ---------------------------- | ---------------------------------------------------------------------- | ----------- |
| Australien (ARIA)            | 4× Platin                                                              | 280.000     |
| Deutschland (BVMI)           | Platin                                                                 | 500.000     |
| Europa (IFPI)                | Platin                                                                 | (1.000.000) |
| Frankreich (SNEP)            | 2× Platin                                                              | 600.000     |
| Kanada (MC)                  | Platin                                                                 | 100.000     |
| Neuseeland (RMNZ)            | Platin                                                                 | 15.000      |
| Niederlande (NVPI)           | Platin                                                                 | 100.000     |
| Österreich (IFPI)            | Platin                                                                 | 50.000      |
| Schweden (IFPI)              | Gold                                                                   | 50.000      |
| Schweiz (IFPI)               | Platin                                                                 | 50.000      |
| Spanien (Promusicae)         | Platin                                                                 | 100.000     |
| Vereinigte Staaten (RIAA)    | 2× Platin                                                              | 2.000.000   |
| Vereinigtes Königreich (BPI) | 3× Platin                                                              | 900.000     |
| Insgesamt                    | 1× Gold · 19× Platin ·                                                 | 4.745.000   |

### Love Symbol
| Land/Region                  | Auszeichnungen für Musikverkäufe (Land/Region, Auszeichnung, Verkäufe) | Verkäufe  |
| ---------------------------- | ---------------------------------------------------------------------- | --------- |
| Australien (ARIA)            | Platin                                                                 | 70.000    |
| Europa (IFPI)                | Platin                                                                 | 1.000.000 |
| Frankreich (SNEP)            | Gold                                                                   | (100.000) |
| Japan (RIAJ)                 | Gold                                                                   | 100.000   |
| Österreich (IFPI)            | Gold                                                                   | (25.000)  |
| Schweiz (IFPI)               | Gold                                                                   | (25.000)  |
| Spanien (Promusicae)         | Gold                                                                   | (50.000)  |
| Vereinigte Staaten (RIAA)    | Platin                                                                 | 1.000.000 |
| Vereinigtes Königreich (BPI) | Platin                                                                 | (300.000) |
| Insgesamt                    | 5× Gold · 4× Platin ·                                                  | 2.170.000 |

### The Hits/The B-Sides
| Land/Region                  | Auszeichnungen für Musikverkäufe (Land/Region, Auszeichnung, Verkäufe) | Verkäufe  |
| ---------------------------- | ---------------------------------------------------------------------- | --------- |
| Australien (ARIA)            | 2× Platin                                                              | 140.000   |
| Neuseeland (RMNZ)            | 2× Platin                                                              | 30.000    |
| Vereinigte Staaten (RIAA)    | Platin                                                                 | 1.000.000 |
| Vereinigtes Königreich (BPI) | Gold                                                                   | 100.000   |
| Insgesamt                    | 1× Gold · 5× Platin ·                                                  | 1.270.000 |

### The Hits 1
| Land/Region                  | Auszeichnungen für Musikverkäufe (Land/Region, Auszeichnung, Verkäufe) | Verkäufe  |
| ---------------------------- | ---------------------------------------------------------------------- | --------- |
| Australien (ARIA)            | Gold                                                                   | 35.000    |
| Neuseeland (RMNZ)            | Platin                                                                 | 15.000    |
| Spanien (Promusicae)         | Gold                                                                   | 50.000    |
| Vereinigte Staaten (RIAA)    | Platin                                                                 | 1.000.000 |
| Vereinigtes Königreich (BPI) | Platin                                                                 | 300.000   |
| Insgesamt                    | 2× Gold · 3× Platin ·                                                  | 1.400.000 |

### The Hits 2
| Land/Region                  | Auszeichnungen für Musikverkäufe (Land/Region, Auszeichnung, Verkäufe) | Verkäufe  |
| ---------------------------- | ---------------------------------------------------------------------- | --------- |
| Australien (ARIA)            | Gold                                                                   | 35.000    |
| Frankreich (SNEP)            | Gold                                                                   | 100.000   |
| Neuseeland (RMNZ)            | Platin                                                                 | 15.000    |
| Spanien (Promusicae)         | Platin                                                                 | 100.000   |
| Vereinigte Staaten (RIAA)    | Platin                                                                 | 1.000.000 |
| Vereinigtes Königreich (BPI) | Platin                                                                 | 300.000   |
| Insgesamt                    | 2× Gold · 4× Platin ·                                                  | 1.550.000 |

### Come
| Land/Region                  | Auszeichnungen für Musikverkäufe (Land/Region, Auszeichnung, Verkäufe) | Verkäufe |
| ---------------------------- | ---------------------------------------------------------------------- | -------- |
| Frankreich (SNEP)            | 2× Gold                                                                | 200.000  |
| Spanien (Promusicae)         | Gold                                                                   | 50.000   |
| Vereinigte Staaten (RIAA)    | Gold                                                                   | 500.000  |
| Vereinigtes Königreich (BPI) | Gold                                                                   | 100.000  |
| Insgesamt                    | 5× Gold ·                                                              | 850.000  |

### The Gold Experience
| Land/Region                  | Auszeichnungen für Musikverkäufe (Land/Region, Auszeichnung, Verkäufe) | Verkäufe |
| ---------------------------- | ---------------------------------------------------------------------- | -------- |
| Dänemark (IFPI)              | Gold                                                                   | 10.000   |
| Vereinigte Staaten (RIAA)    | Gold                                                                   | 500.000  |
| Vereinigtes Königreich (BPI) | Gold                                                                   | 100.000  |
| Insgesamt                    | 3× Gold ·                                                              | 610.000  |

### Emancipation
| Land/Region                  | Auszeichnungen für Musikverkäufe (Land/Region, Auszeichnung, Verkäufe) | Verkäufe  |
| ---------------------------- | ---------------------------------------------------------------------- | --------- |
| Japan (RIAJ)                 | Gold                                                                   | 100.000   |
| Kanada (MC)                  | Platin                                                                 | 100.000   |
| Vereinigte Staaten (RIAA)    | 2× Platin                                                              | 2.000.000 |
| Vereinigtes Königreich (BPI) | Gold                                                                   | 100.000   |
| Insgesamt                    | 2× Gold · 3× Platin ·                                                  | 2.300.000 |

### Rave Un2 the Joy Fantastic
| Land/Region               | Auszeichnungen für Musikverkäufe (Land/Region, Auszeichnung, Verkäufe) | Verkäufe |
| ------------------------- | ---------------------------------------------------------------------- | -------- |
| Vereinigte Staaten (RIAA) | Gold                                                                   | 500.000  |
| Insgesamt                 | 1× Gold ·                                                              | 500.000  |

### The Very Best of Prince
| Land/Region                  | Auszeichnungen für Musikverkäufe (Land/Region, Auszeichnung, Verkäufe) | Verkäufe  |
| ---------------------------- | ---------------------------------------------------------------------- | --------- |
| Australien (ARIA)            | 2× Platin                                                              | 140.000   |
| Belgien (BRMA)               | Platin                                                                 | 50.000    |
| Deutschland (BVMI)           | Gold                                                                   | 150.000   |
| Kanada (MC)                  | Gold                                                                   | 50.000    |
| Neuseeland (RMNZ)            | Platin                                                                 | 15.000    |
| Niederlande (NVPI)           | Platin                                                                 | 80.000    |
| Vereinigte Staaten (RIAA)    | Platin                                                                 | 1.000.000 |
| Vereinigtes Königreich (BPI) | 3× Platin                                                              | 900.000   |
| Insgesamt                    | 2× Gold · 9× Platin ·                                                  | 2.385.000 |

### Musicology
| Land/Region                  | Auszeichnungen für Musikverkäufe (Land/Region, Auszeichnung, Verkäufe) | Verkäufe  |
| ---------------------------- | ---------------------------------------------------------------------- | --------- |
| Kanada (MC)                  | Gold                                                                   | 50.000    |
| Niederlande (NVPI)           | Gold                                                                   | 40.000    |
| Schweiz (IFPI)               | Gold                                                                   | 20.000    |
| Vereinigte Staaten (RIAA)    | 2× Platin                                                              | 2.000.000 |
| Vereinigtes Königreich (BPI) | Gold                                                                   | 100.000   |
| Insgesamt                    | 4× Gold · 2× Platin ·                                                  | 2.210.000 |

### 3121
| Land/Region                  | Auszeichnungen für Musikverkäufe (Land/Region, Auszeichnung, Verkäufe) | Verkäufe |
| ---------------------------- | ---------------------------------------------------------------------- | -------- |
| Schweiz (IFPI)               | Gold                                                                   | 15.000   |
| Vereinigte Staaten (RIAA)    | Gold                                                                   | 500.000  |
| Vereinigtes Königreich (BPI) | Silber                                                                 | 60.000   |
| Insgesamt                    | 1× Silber · 2× Gold ·                                                  | 575.000  |

### Ultimate
| Land/Region                  | Auszeichnungen für Musikverkäufe (Land/Region, Auszeichnung, Verkäufe) | Verkäufe |
| ---------------------------- | ---------------------------------------------------------------------- | -------- |
| Dänemark (IFPI)              | Platin                                                                 | 40.000   |
| Neuseeland (RMNZ)            | Platin                                                                 | 15.000   |
| Vereinigtes Königreich (BPI) | Platin                                                                 | 300.000  |
| Insgesamt                    | 3× Platin ·                                                            | 355.000  |

### Planet Earth
| Land/Region    | Auszeichnungen für Musikverkäufe (Land/Region, Auszeichnung, Verkäufe) | Verkäufe |
| -------------- | ---------------------------------------------------------------------- | -------- |
| Schweiz (IFPI) | Gold                                                                   | 15.000   |
| Insgesamt      | 1× Gold ·                                                              | 15.000   |

### 4Ever
| Land/Region                  | Auszeichnungen für Musikverkäufe (Land/Region, Auszeichnung, Verkäufe) | Verkäufe |
| ---------------------------- | ---------------------------------------------------------------------- | -------- |
| Vereinigtes Königreich (BPI) | Gold                                                                   | 100.000  |
| Insgesamt                    | 1× Gold ·                                                              | 100.000  |

## Auszeichnungen nach Singles

### I Wanna Be Your Lover
| Land/Region                  | Auszeichnungen für Musikverkäufe (Land/Region, Auszeichnung, Verkäufe) | Verkäufe  |
| ---------------------------- | ---------------------------------------------------------------------- | --------- |
| Neuseeland (RMNZ)            | Gold                                                                   | 10.000    |
| Vereinigte Staaten (RIAA)    | Gold                                                                   | 1.000.000 |
| Vereinigtes Königreich (BPI) | Silber                                                                 | 200.000   |
| Insgesamt                    | 1× Silber · 2× Gold ·                                                  | 1.210.000 |

### 1999
| Land/Region                  | Auszeichnungen für Musikverkäufe (Land/Region, Auszeichnung, Verkäufe) | Verkäufe |
| ---------------------------- | ---------------------------------------------------------------------- | -------- |
| Neuseeland (RMNZ)            | Platin                                                                 | 30.000   |
| Vereinigtes Königreich (BPI) | Gold                                                                   | 400.000  |
| Insgesamt                    | 1× Gold · 1× Platin ·                                                  | 430.000  |

### Little Red Corvette
| Land/Region                  | Auszeichnungen für Musikverkäufe (Land/Region, Auszeichnung, Verkäufe) | Verkäufe |
| ---------------------------- | ---------------------------------------------------------------------- | -------- |
| Neuseeland (RMNZ)            | Gold                                                                   | 15.000   |
| Vereinigtes Königreich (BPI) | Silber                                                                 | 200.000  |
| Insgesamt                    | 1× Silber · 1× Gold ·                                                  | 215.000  |

### When Doves Cry
| Land/Region                  | Auszeichnungen für Musikverkäufe (Land/Region, Auszeichnung, Verkäufe) | Verkäufe  |
| ---------------------------- | ---------------------------------------------------------------------- | --------- |
| Neuseeland (RMNZ)            | Platin                                                                 | 30.000    |
| Vereinigte Staaten (RIAA)    | Platin                                                                 | 2.000.000 |
| Vereinigtes Königreich (BPI) | Platin                                                                 | 600.000   |
| Insgesamt                    | 3× Platin ·                                                            | 2.630.000 |

### Let’s Go Crazy
| Land/Region                  | Auszeichnungen für Musikverkäufe (Land/Region, Auszeichnung, Verkäufe) | Verkäufe  |
| ---------------------------- | ---------------------------------------------------------------------- | --------- |
| Vereinigte Staaten (RIAA)    | Gold                                                                   | 1.000.000 |
| Vereinigtes Königreich (BPI) | Silber                                                                 | 200.000   |
| Insgesamt                    | 1× Silber · 1× Gold ·                                                  | 1.200.000 |

### Purple Rain
| Land/Region                  | Auszeichnungen für Musikverkäufe (Land/Region, Auszeichnung, Verkäufe) | Verkäufe  |
| ---------------------------- | ---------------------------------------------------------------------- | --------- |
| Dänemark (IFPI)              | Platin                                                                 | 90.000    |
| Italien (FIMI)               | Platin                                                                 | 100.000   |
| Neuseeland (RMNZ)            | 3× Platin                                                              | 90.000    |
| Spanien (Promusicae)         | Gold                                                                   | 30.000    |
| Vereinigte Staaten (RIAA)    | Gold                                                                   | 1.000.000 |
| Vereinigtes Königreich (BPI) | 2× Platin                                                              | 1.200.000 |
| Insgesamt                    | 2× Gold · 7× Platin ·                                                  | 2.480.000 |

### Raspberry Beret
| Land/Region                  | Auszeichnungen für Musikverkäufe (Land/Region, Auszeichnung, Verkäufe) | Verkäufe |
| ---------------------------- | ---------------------------------------------------------------------- | -------- |
| Neuseeland (RMNZ)            | 2× Platin                                                              | 60.000   |
| Vereinigtes Königreich (BPI) | Platin                                                                 | 600.000  |
| Insgesamt                    | 3× Platin ·                                                            | 660.000  |

### Kiss
| Land/Region                  | Auszeichnungen für Musikverkäufe (Land/Region, Auszeichnung, Verkäufe) | Verkäufe  |
| ---------------------------- | ---------------------------------------------------------------------- | --------- |
| Dänemark (IFPI)              | Gold                                                                   | 45.000    |
| Italien (FIMI)               | Gold                                                                   | 25.000    |
| Neuseeland (RMNZ)            | 2× Platin                                                              | 60.000    |
| Spanien (Promusicae)         | Gold                                                                   | 30.000    |
| Vereinigte Staaten (RIAA)    | Gold                                                                   | 1.000.000 |
| Vereinigtes Königreich (BPI) | Platin                                                                 | 600.000   |
| Insgesamt                    | 4× Gold · 3× Platin ·                                                  | 1.760.000 |

### Batdance
| Land/Region                  | Auszeichnungen für Musikverkäufe (Land/Region, Auszeichnung, Verkäufe) | Verkäufe  |
| ---------------------------- | ---------------------------------------------------------------------- | --------- |
| Australien (ARIA)            | Gold                                                                   | 35.000    |
| Neuseeland (RMNZ)            | Gold                                                                   | 10.000    |
| Vereinigte Staaten (RIAA)    | Platin                                                                 | 1.000.000 |
| Vereinigtes Königreich (BPI) | Silber                                                                 | 200.000   |
| Insgesamt                    | 1× Silber · 2× Gold · 1× Platin ·                                      | 1.245.000 |

### Partyman
| Land/Region               | Auszeichnungen für Musikverkäufe (Land/Region, Auszeichnung, Verkäufe) | Verkäufe |
| ------------------------- | ---------------------------------------------------------------------- | -------- |
| Vereinigte Staaten (RIAA) | Gold                                                                   | 500.000  |
| Insgesamt                 | 1× Gold ·                                                              | 500.000  |

### Thieves in the Temple
| Land/Region               | Auszeichnungen für Musikverkäufe (Land/Region, Auszeichnung, Verkäufe) | Verkäufe |
| ------------------------- | ---------------------------------------------------------------------- | -------- |
| Vereinigte Staaten (RIAA) | Gold                                                                   | 500.000  |
| Insgesamt                 | 1× Gold ·                                                              | 500.000  |

### Gett Off
| Land/Region               | Auszeichnungen für Musikverkäufe (Land/Region, Auszeichnung, Verkäufe) | Verkäufe |
| ------------------------- | ---------------------------------------------------------------------- | -------- |
| Vereinigte Staaten (RIAA) | Gold                                                                   | 500.000  |
| Insgesamt                 | 1× Gold ·                                                              | 500.000  |

### Cream
| Land/Region               | Auszeichnungen für Musikverkäufe (Land/Region, Auszeichnung, Verkäufe) | Verkäufe |
| ------------------------- | ---------------------------------------------------------------------- | -------- |
| Australien (ARIA)         | Platin                                                                 | 70.000   |
| Vereinigte Staaten (RIAA) | Gold                                                                   | 500.000  |
| Insgesamt                 | 1× Gold · 1× Platin ·                                                  | 570.000  |

### 7
| Land/Region               | Auszeichnungen für Musikverkäufe (Land/Region, Auszeichnung, Verkäufe) | Verkäufe |
| ------------------------- | ---------------------------------------------------------------------- | -------- |
| Vereinigte Staaten (RIAA) | Gold                                                                   | 500.000  |
| Insgesamt                 | 1× Gold ·                                                              | 500.000  |

### The Most Beautiful Girl in the World
| Land/Region                  | Auszeichnungen für Musikverkäufe (Land/Region, Auszeichnung, Verkäufe) | Verkäufe  |
| ---------------------------- | ---------------------------------------------------------------------- | --------- |
| Australien (ARIA)            | Platin                                                                 | 70.000    |
| Europa (Impala)              | Diamant                                                                | 250.000   |
| Neuseeland (RMNZ)            | Platin                                                                 | 15.000    |
| Vereinigte Staaten (RIAA)    | Gold                                                                   | 500.000   |
| Vereinigtes Königreich (BPI) | Silber                                                                 | (200.000) |
| Insgesamt                    | 1× Silber · 1× Gold · 2× Platin · 1× Diamant ·                         | 835.000   |

## Auszeichnungen nach Autorenbeteiligungen und Produktionen

### I Feel for You(Chaka Khan)
| Land/Region                  | Auszeichnungen für Musikverkäufe (Land/Region, Auszeichnung, Verkäufe) | Verkäufe  |
| ---------------------------- | ---------------------------------------------------------------------- | --------- |
| Vereinigte Staaten (RIAA)    | Platin                                                                 | 1.000.000 |
| Vereinigtes Königreich (BPI) | Gold                                                                   | 500.000   |
| Insgesamt                    | 1× Gold · 1× Platin ·                                                  | 1.500.000 |

Hauptartikel: Prince/Auszeichnungen für Musikverkäufe

### Do Me, Baby (Meli’sa Morgan)
| Land/Region               | Auszeichnungen für Musikverkäufe (Land/Region, Auszeichnung, Verkäufe) | Verkäufe |
| ------------------------- | ---------------------------------------------------------------------- | -------- |
| Vereinigte Staaten (RIAA) | Gold                                                                   | 500.000  |
| Insgesamt                 | 1× Gold ·                                                              | 500.000  |

### Manic Monday(The Bangles)
| Land/Region                  | Auszeichnungen für Musikverkäufe (Land/Region, Auszeichnung, Verkäufe) | Verkäufe |
| ---------------------------- | ---------------------------------------------------------------------- | -------- |
| Kanada (MC)                  | Gold                                                                   | 50.000   |
| Neuseeland (RMNZ)            | Platin                                                                 | 30.000   |
| Vereinigtes Königreich (BPI) | Silber                                                                 | 200.000  |
| Insgesamt                    | 1× Silber · 1× Gold · 1× Platin ·                                      | 280.000  |

### Nothing Compares 2 U(Sinéad O’Connor)
| Land/Region                  | Auszeichnungen für Musikverkäufe (Land/Region, Auszeichnung, Verkäufe) | Verkäufe  |
| ---------------------------- | ---------------------------------------------------------------------- | --------- |
| Australien (ARIA)            | 2× Platin                                                              | 140.000   |
| Dänemark (IFPI)              | Platin                                                                 | 90.000    |
| Deutschland (BVMI)           | Gold                                                                   | 250.000   |
| Italien (FIMI)               | Gold                                                                   | 35.000    |
| Neuseeland (RMNZ)            | 2× Platin                                                              | 60.000    |
| Österreich (IFPI)            | Platin                                                                 | 50.000    |
| Schweden (IFPI)              | Gold                                                                   | 25.000    |
| Spanien (Promusicae)         | Platin                                                                 | 60.000    |
| Vereinigte Staaten (RIAA)    | Platin                                                                 | 1.000.000 |
| Vereinigtes Königreich (BPI) | Platin                                                                 | 600.000   |
| Insgesamt                    | 3× Gold · 8× Platin ·                                                  | 2.310.000 |

### Jerk Out (The Time)
| Land/Region               | Auszeichnungen für Musikverkäufe (Land/Region, Auszeichnung, Verkäufe) | Verkäufe |
| ------------------------- | ---------------------------------------------------------------------- | -------- |
| Vereinigte Staaten (RIAA) | Gold                                                                   | 500.000  |
| Insgesamt                 | 1× Gold ·                                                              | 500.000  |

### Pray(MC Hammer)
| Land/Region               | Auszeichnungen für Musikverkäufe (Land/Region, Auszeichnung, Verkäufe) | Verkäufe |
| ------------------------- | ---------------------------------------------------------------------- | -------- |
| Australien (ARIA)         | Gold                                                                   | 35.000   |
| Vereinigte Staaten (RIAA) | Gold                                                                   | 500.000  |
| Insgesamt                 | 2× Gold ·                                                              | 535.000  |

### Round and Round (Tevin Campbell)
| Land/Region               | Auszeichnungen für Musikverkäufe (Land/Region, Auszeichnung, Verkäufe) | Verkäufe |
| ------------------------- | ---------------------------------------------------------------------- | -------- |
| Vereinigte Staaten (RIAA) | Gold                                                                   | 500.000  |
| Insgesamt                 | 1× Gold ·                                                              | 500.000  |

### Love … Thy Will Be Done (Martika)
| Land/Region       | Auszeichnungen für Musikverkäufe (Land/Region, Auszeichnung, Verkäufe) | Verkäufe |
| ----------------- | ---------------------------------------------------------------------- | -------- |
| Australien (ARIA) | Platin                                                                 | 70.000   |
| Insgesamt         | 1× Platin ·                                                            | 70.000   |

### He’s Mine (MoKenStef)
| Land/Region               | Auszeichnungen für Musikverkäufe (Land/Region, Auszeichnung, Verkäufe) | Verkäufe |
| ------------------------- | ---------------------------------------------------------------------- | -------- |
| Vereinigte Staaten (RIAA) | Gold                                                                   | 500.000  |
| Insgesamt                 | 1× Gold ·                                                              | 500.000  |

### When Doves Cry(Quindon Tarve)
| Land/Region       | Auszeichnungen für Musikverkäufe (Land/Region, Auszeichnung, Verkäufe) | Verkäufe |
| ----------------- | ---------------------------------------------------------------------- | -------- |
| Australien (ARIA) | Gold                                                                   | 35.000   |
| Insgesamt         | 1× Gold ·                                                              | 35.000   |

### ’03 Bonnie & Clyde(Jay-Zfeat.Beyoncé)
| Land/Region                  | Auszeichnungen für Musikverkäufe (Land/Region, Auszeichnung, Verkäufe) | Verkäufe  |
| ---------------------------- | ---------------------------------------------------------------------- | --------- |
| Australien (ARIA)            | Platin                                                                 | 70.000    |
| Neuseeland (RMNZ)            | Platin                                                                 | 30.000    |
| Vereinigte Staaten (RIAA)    | Platin                                                                 | 1.000.000 |
| Vereinigtes Königreich (BPI) | Platin                                                                 | 600.000   |
| Insgesamt                    | 4× Platin ·                                                            | 1.700.000 |

### Purple Rain(Stan Walker)
| Land/Region       | Auszeichnungen für Musikverkäufe (Land/Region, Auszeichnung, Verkäufe) | Verkäufe |
| ----------------- | ---------------------------------------------------------------------- | -------- |
| Neuseeland (RMNZ) | Gold                                                                   | 15.000   |
| Insgesamt         | 1× Gold ·                                                              | 15.000   |

## Auszeichnungen nach Videoalben

### Prince and the Revolution: Live
| Land/Region               | Auszeichnungen für Musikverkäufe (Land/Region, Auszeichnung, Verkäufe) | Verkäufe |
| ------------------------- | ---------------------------------------------------------------------- | -------- |
| Vereinigte Staaten (RIAA) | Platin                                                                 | 100.000  |
| Insgesamt                 | 1× Platin ·                                                            | 100.000  |

### Prince – Sign O’ the Times
| Land/Region                  | Auszeichnungen für Musikverkäufe (Land/Region, Auszeichnung, Verkäufe) | Verkäufe |
| ---------------------------- | ---------------------------------------------------------------------- | -------- |
| Vereinigte Staaten (RIAA)    | Platin                                                                 | 100.000  |
| Vereinigtes Königreich (BPI) | Gold                                                                   | 25.000   |
| Insgesamt                    | 1× Gold · 1× Platin ·                                                  | 125.000  |

### Gett Off – The Home Video Film
| Land/Region               | Auszeichnungen für Musikverkäufe (Land/Region, Auszeichnung, Verkäufe) | Verkäufe |
| ------------------------- | ---------------------------------------------------------------------- | -------- |
| Vereinigte Staaten (RIAA) | Gold                                                                   | 50.000   |
| Insgesamt                 | 1× Gold ·                                                              | 50.000   |

### Sexy M.F. – The Video
| Land/Region               | Auszeichnungen für Musikverkäufe (Land/Region, Auszeichnung, Verkäufe) | Verkäufe |
| ------------------------- | ---------------------------------------------------------------------- | -------- |
| Vereinigte Staaten (RIAA) | Gold                                                                   | 25.000   |
| Insgesamt                 | 1× Gold ·                                                              | 25.000   |

### The Hits Collection
| Land/Region               | Auszeichnungen für Musikverkäufe (Land/Region, Auszeichnung, Verkäufe) | Verkäufe |
| ------------------------- | ---------------------------------------------------------------------- | -------- |
| Vereinigte Staaten (RIAA) | Gold                                                                   | 50.000   |
| Insgesamt                 | 1× Gold ·                                                              | 50.000   |

### Rave Un2 the Year 2000
| Land/Region                  | Auszeichnungen für Musikverkäufe (Land/Region, Auszeichnung, Verkäufe) | Verkäufe |
| ---------------------------- | ---------------------------------------------------------------------- | -------- |
| Vereinigtes Königreich (BPI) | Gold                                                                   | 25.000   |
| Insgesamt                    | 1× Gold ·                                                              | 25.000   |

### In Concert – Rave Un2 the Year 2000
| Land/Region                  | Auszeichnungen für Musikverkäufe (Land/Region, Auszeichnung, Verkäufe) | Verkäufe |
| ---------------------------- | ---------------------------------------------------------------------- | -------- |
| Vereinigtes Königreich (BPI) | Gold                                                                   | 25.000   |
| Insgesamt                    | 1× Gold ·                                                              | 25.000   |

### Live at the Aladdin Las Vegas
| Land/Region       | Auszeichnungen für Musikverkäufe (Land/Region, Auszeichnung, Verkäufe) | Verkäufe |
| ----------------- | ---------------------------------------------------------------------- | -------- |
| Frankreich (SNEP) | Gold                                                                   | 5.000    |
| Insgesamt         | 1× Gold ·                                                              | 5.000    |

## Statistik und Quellen
| Land/RegionAuszeichnungen für Musikverkäufe (Land/Region, Auszeichnungen, Verkäufe, Quellen) | Silber     | Gold         | Platin         | Diamant     | Verkäufe    | Quellen                           |
| -------------------------------------------------------------------------------------------- | ---------- | ------------ | -------------- | ----------- | ----------- | --------------------------------- |
| Australien (ARIA)                                                                            | —          | 6× Gold6     | 19× Platin19   | —           | 1.540.000   | aria.com.au                       |
| Belgien (BRMA)                                                                               | —          | —            | Platin1        | —           | 50.000      | ultratop.be                       |
| Dänemark (IFPI)                                                                              | —          | 4× Gold4     | 3× Platin3     | —           | 295.000     | ifpi.dk                           |
| Deutschland (BVMI)                                                                           | —          | 7× Gold7     | 2× Platin2     | —           | 2.650.000   | musikindustrie.de                 |
| Europa (IFPI)                                                                                | —          | —            | 2× Platin2     | —           | (2.000.000) | Einzelnachweise                   |
| Europa (Impala)                                                                              | —          | —            | —              | Diamant1    | (250.000)   | Einzelnachweise                   |
| Frankreich (SNEP)                                                                            | —          | 10× Gold10   | 6× Platin6     | —           | 2.705.000   | infodisc.fr snepmusique.com       |
| Hongkong (IFPI/HKRIA)                                                                        | —          | Gold1        | —              | —           | 10.000      | ifpihk.org                        |
| Italien (FIMI)                                                                               | —          | 2× Gold2     | Platin1        | —           | 160.000     | fimi.it                           |
| Japan (RIAJ)                                                                                 | —          | 3× Gold3     | Platin1        | —           | 500.000     | riaj.or.jp                        |
| Kanada (MC)                                                                                  | —          | 5× Gold5     | 9× Platin9     | —           | 1.150.000   | musiccanada.com                   |
| Neuseeland (RMNZ)                                                                            | —          | 7× Gold7     | 28× Platin28   | —           | 690.000     | aotearoamusiccharts.co.nz NZ2 NZ3 |
| Niederlande (NVPI)                                                                           | —          | 3× Gold3     | 5× Platin5     | —           | 590.000     | nvpi.nl                           |
| Österreich (IFPI)                                                                            | —          | 4× Gold4     | 2× Platin2     | —           | 200.000     | ifpi.at                           |
| Schweden (IFPI)                                                                              | —          | 3× Gold3     | —              | —           | 115.000     | sverigetopplistan.se              |
| Schweiz (IFPI)                                                                               | —          | 9× Gold9     | 2× Platin2     | —           | 300.000     | hitparade.ch                      |
| Spanien (Promusicae)                                                                         | —          | 7× Gold7     | 6× Platin6     | —           | 890.000     | elportaldemusica.es ES2 ES3 ES4   |
| Vereinigte Staaten (RIAA)                                                                    | —          | 25× Gold25   | 33× Platin33   | Diamant1    | 54.325.000  | riaa.com                          |
| Vereinigtes Königreich (BPI)                                                                 | 8× Silber8 | 14× Gold14   | 24× Platin24   | —           | 12.495.000  | bpi.co.uk                         |
| Insgesamt                                                                                    | 8× Silber8 | 110× Gold110 | 144× Platin144 | 2× Diamant2 |             |                                   |